# Sagittaria fasciculata
Sagittaria fasciculata là một loài thực vật có hoa trong họ Alismataceae. Loài này được E.O.Beal miêu tả khoa học đầu tiên năm 1960.